# Salem (serie de televisión)
Salem es una serie de televisión estadounidense creada por Adam Simon y Brannon Braga, que se estrenó el 20 de abril de 2014 en WGN America.
El 5 de abril de 2015, la serie fue renovada para una segunda temporada.
El 13 de diciembre de 2016, WGN America anunció su cancelación y que la 3.ª temporada sería la última.

## Sinopsis
La sombría y espantosa verdad que emergió de los procesos de la caza de brujas de Salem, en el siglo XVII, contada a través de la historia de Mary Sibley, la hechicera más poderosa de la localidad.

## Musica
La mayor parte de la partitura de Salem fue compuesta por Tyler Bates. Bates seleccionó "Cupid Carries a Gun", una canción que coescribió con Marilyn Manson y que grabó la banda para su álbum The Pale Emperor, como la canción principal del programa.

## Casting
Los anuncios de casting comenzaron en octubre de 2013, con Ashley Madekwe en el papel de Tituba. Seth Gabel fue el siguiente actor del elenco, en el papel habitual de Cotton Mather, Janet Montgomery y Xander Berkeley fueron elegidos para el papel principal de Mary Sibley y el papel de Magistrate Hale, respectivamente. Más tarde, Shane West firmó el papel regular de la serie de John Alden. También participó Tamzin Merchant como Anne Hale. Elise Eberle fue elegida más tarde para el papel regular de la serie de Mercy Lewis.
En el episodio del 1 de junio de 2014, Stephen Lang se unió al elenco en el papel recurrente de Increase Mather. Para la segunda temporada, Lucy Lawless y Stuart Townsend se unieron a Salem en los papeles recurrentes de la Condesa Countess Von Marburg y Samuel Wainwright, respectivamente. Joe Doyle y Oliver Bell también se unieron a la segunda temporada en papeles regulares del barón Sebastian Marburg y el hijo perdido de Mary, respectivamente.
Durante la tercera temporada, el cantante Marilyn Manson se unió al elenco en un papel recurrente como el peluquero y solucionador de problemas completo Thomas Dinley.

## Elenco
- Janet Montgomery como Mary Sibley
- Shane West como John Alden
- Seth Gabel como Cotton Mather
- Tamzin Merchant como Anne Hale
- Ashley Madekwe como Tituba
- Elise Eberle como Mercy Lewis
- Xander Berkeley como Magistrate Hale
- Iddo Goldberg como Isaac Walton
- Azure Parsons como Gloriana
- Stephen Lang como Increase Mather
- Lucy Lawless como Countess Marburg

## Temporadas Vip
| Temporada | Temporada | Episodios | Episodios | Emisión original       | Emisión original    |
| Temporada | Temporada | Episodios | Episodios | Primera emisión        | Última emisión      |
| --------- | --------- | --------- | --------- | ---------------------- | ------------------- |
|           | 1         | 13        | 13        | 20 de abril de 2014    | 13 de julio de 2014 |
|           | 2         | 13        | 13        | 5 de abril de 2015     | 28 de junio de 2015 |
|           | 3         | 10        | 10        | 2 de noviembre de 2016 | 25 de enero de 2017 |